# Docena

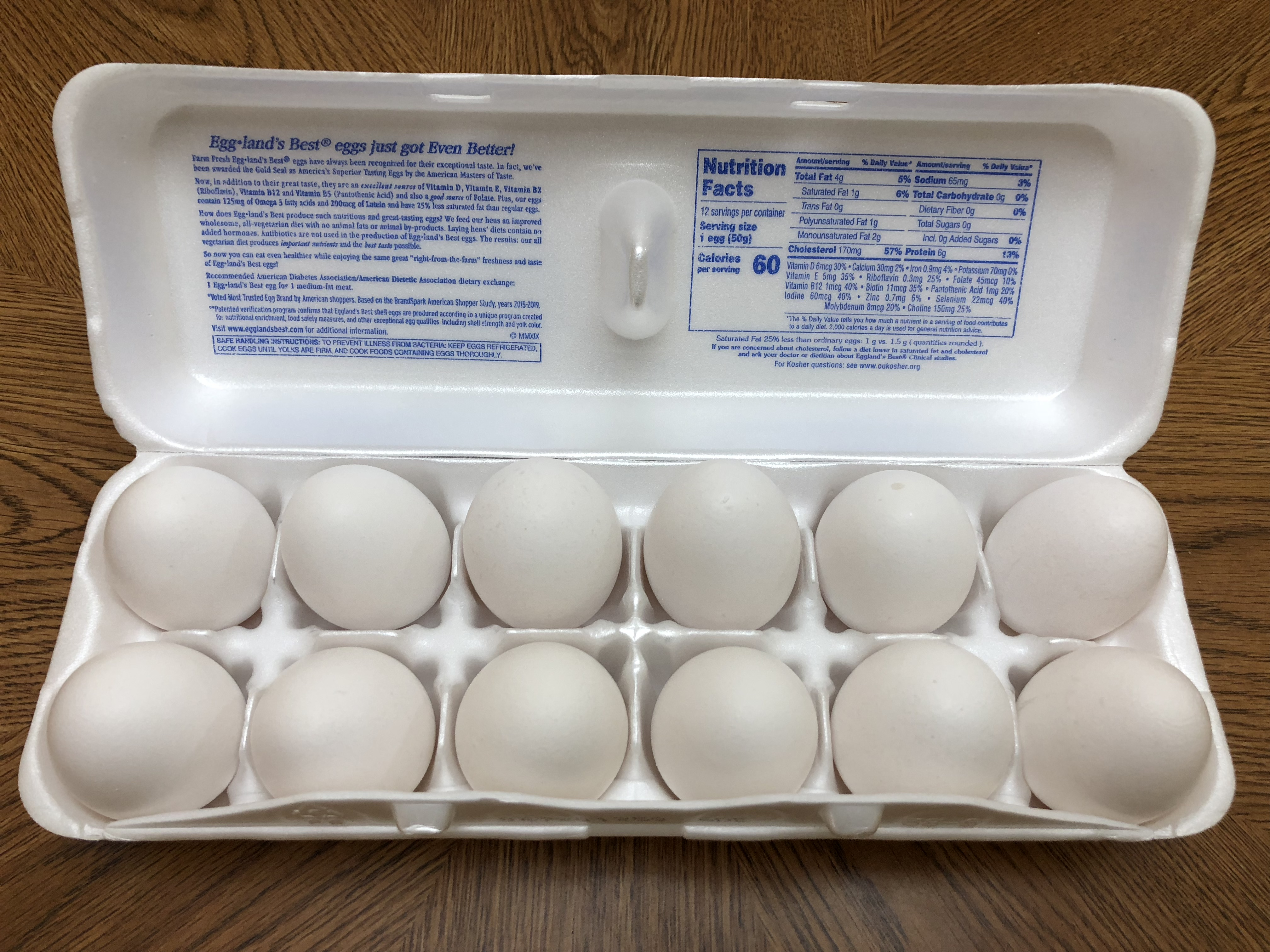
Una docena de huevos

Una docena representa el conjunto de doce artículos o unidades. Doce docenas equivalen a una gruesa.
El uso más antiguo conocido de sistema duodecimal fue utilizado por los astrónomos de Mesopotamia. Aún se sigue usando al dividir el año en doce meses, y el día en doce horas diurnas y doce nocturnas. 
La docena se sigue utilizando como cantidad genérica y su uso aún perdura a la hora de vender huevos de gallina (o de otras aves) que se siguen envasando por docenas o medias docenas. En ciertos países, como el norte de Europa y las naciones anglosajonas, los cocineros de pasteles suelen preparar doce unidades a la vez. Además, es común en algunos países vender pasteles, botellas de cerveza y otras bebidas y algunas frutas en paquetes de doce.
Se puede referir a una cantidad de artículos o personas entre 12 y 99 en docenas. Docenas de personas fueron a la fiesta. Una docena de coches están aparcados en mi jardín.